# 参謀長
参謀長（さんぼうちょう、ドイツ語：Stabschef、フランス語：Chef d'État-Major、英語：Chief of Staff）は、軍隊において複雑な組織や機関などの指揮命令系統上（これを俗に「ライン」と言う）にいる指揮官や責任者を補佐するため、各種実務を計画し、その指導監督をする参謀（いわゆる「スタッフ」という）または幕僚の長。外国語から日本語に翻訳する際には、文脈や対象となる国家の制度や慣習などにより幕僚長（ばくりょうちょう）と訳す場合もある、逆もまた然りである。
英語の“Chief of Staff”のように、他の言語では文官や民間組織の役職にも同じ言葉が使われることがあるが、“White House Chief of Staff”（アメリカ合衆国大統領首席補佐官）のように文民職で使用されている場合は首席補佐官（しゅせきほさかん）等と訳される。
一般的に、参謀長（幕僚長）は該当する組織とその最高責任者との間に立って緩衝機能を提供する。つまり上意下達型の組織にあって、上位機関からの指揮・命令・指導を調整し、それらを下位機関に伝えて実行させることにある。また、逆に下位機関からの意見具申や上申などを参謀機関で検討し上位機関に伝える事のほか、上位機関に対して各種軍事活動に関して補佐する事が求められる。これらの機能の責任者として参謀総長（幕僚長）が充てられる。現在、大多数の国の軍隊では参謀機関の長たる参謀総長が一軍の最高幹部に任ぜられているが、一部の国では総司令官と参謀総長が別々に設けられている場合もある。